# Dienstverlenende afdeling
Een dienstverlenende afdeling of een servicedepartement is een afdeling die diensten verstrekt aan productieafdelingen of andere dienstverlenende afdelingen. Deze afdelingen verrichten geen rechtstreekse handelingen bij het productieproces, maar hun handelingen zijn wel noodzakelijk ter ondersteuning van het productieproces. Het betreft afdelingen die instaan voor het onderhoud van machines, de interne schoonmaak, informatica en andere. Bij cost accounting of productiekostprijsberekening kan men al dan niet rekening houden met de kosten die gemaakt werden door de dienstverlenende afdelingen

## Twee situaties
1. ofwel veronderstellen we dat de dienstverlenende afdelingen alleen maar diensten verstrekken aan de productieafdelingen.  De dienstverlenende afdelingen verstrekken geen dienst aan elkaar, er is dus geen sprake van onderlingen dienstverleningen.
2. ofwel laten we voorgaande veronderstelling los en gaan we ervan uit dat de dienstverlenende afdelingen diensten leveren aan de productieafdelingen, maar ook aan andere diensteverlenende afdelingen.

De kosten gemaakt in de dienstverlenende afdelingen zijn noodzakelijk voor de vervaardiging van de producten of diensten die het bedrijf aan de consument verkoopt en worden dus doorgerekend in de kostprijs van die producten of diensten.
Traditioneel werden de kosten van de dienstverlenende afdelingen eerst verdeeld over de productieafdelingen en van daar uit werden de kosten toegerekend aan de producten of diensten.
Hiervoor kunnen zowel traditionele volumeverdeelsleutels gebruikt worden als verdeelsleutels gekozen op basis van een Activity Based Costing-analyse.  Bij de doorrekening van de kosten van de dienstverlenende afdelingen aan de productieafdelingen kan men al dan niet rekening houden met de diensten die de dienstverlenende afdelingen onderling aan elkaar verstrekken.
Naargelang de methode die men kiest, kan men in meerdere of mindere mate rekening houden met die onderlinge dienstverlening.
Zo is er de directe methode die geen rekening houdt met die onderlinge dienstverlening tussen dienstverlenende afdelingen, de getrapte methode houdt er gedeeltelijk rekening mee en de werderkerige methode houdt er volledig rekening mee.